# Џенг Сивеј
Џенг Сивеј (кинески: 郑思维; рођен 26. фебруара 1997. године) је кинески бадминтониста специјализован за категорију парова. Он је освајач златне олимпијске медаље, троструки свјетски шампион и двоструки освајач златне медаље на Азијским играма у мјешовитом дублу са својим тренутном партнерком Хуанг Иакионгом. Помогао је националном тиму да освоји Томас куп 2018, као и Судирман куп 2019. и 2023. године. 
Џенг се придружио репрезентацији 2013. године и истакао се у јуниорским дисциплинама, сакупивши четири златне медаље, сребро и бронзу на Светском јуниорском првенству, такође шест злата и сребро до 2013. године. Учествовао је и у сениорској конкуренцији, освајањем титула у пару на Новом Зеланду и Бразил Опену. За његова достигнућа 2015. године, Свјетска бадминтон федерација га је наградила Еди Чунговом наградом за најперспективнијег играча године.
Џенг је остварио свој напредак 2016. године тако што је у децембру 2016. године освојио свјетску позицију број 1 у мјешовитим паровима у партнерству са Ченом Ћингченом. Он и Чен су стигли до тринаест финала Суперсерије, освојили су завршни турнир Свјетске Суперсерије у Дубаију 2016. и 2017. и сребро медаља на Свјетском првенству 2017. године. У новембру 2017. године створио је нови мјешовити пар са Хуанг Јаћунгом, а започео је њихово партнерство освајањем Отвореног првенства Кине, Хонг Конга и Макаа у узастопним недјељама. Поново се попео на свјетски број 1 у мјешовитим паровима 9. августа 2018. године, са седам титула на свјетској турнеји 2018. године и златним медаљама на Свјетском првенству и Азијским играма.

### 2021.
Сивеј и његова партнерка Хуанг Јаћунг су се такмичили на Љетњим олимпијским играма 2020. године као најбољи носиоци. Освојили су сребрну медаљу након што су поражени од својих сународника Ванг Јиљуа и Хуанг Донгпинга у финалу у тјесној игри гуме.